# Cleòmbrot I d'Esparta
Cleòmbrot I d'Esparta (en llatí Cleombrotus, en grec antic Κλεόμβροτος) va ser el 23è rei d'Esparta de la línia Agida. Era fill de Pausànies d'Esparta i va succeir al seu germà Agesípolis I, el 380 aC. Va regnar durant 9 anys.
Després que Tebes es va revoltar contra Esparta l'any 379 aC Cleombrot va ser enviat a Beòcia al front de l'exèrcit espartà a la primavera del 378 aC. Va restar 16 dies a Beòcia sense combatre i va retornar deixant com a governador (harmost) a Esfòdries a la ciutat de Tèspies. En el seu camí les seves forces van patir molt per una turmenta. Els espartans van desaprovar la seva conducta i les dues següents expedicions contra Tebes les va dirigir l'altre rei, l'europòntida Agesilau II.
El 376 aC, a causa de la malaltia d'Agesilau II, se li va retornar el comandament, que de nou no va fer res i després d'un petit combat al pas de Citeró (Cithaeron) va tornar a Esparta. Això va fer augmentar l'hostilitat contra ell. Es va celebrar un congrés a Esparta entre tots els aliats, que van decidir seguir la guerra per mar.
L'any 374 aC una flota sota comandament de Cleombrot va ser enviada cap al golf de Corint i d'allí a la Fòcida que havia estat envaïda pels tebans, que quan es va acostar el rei es van retirar ràpidament cap a Beòcia.
Cleombrot va restar a Fòcida i Beòcia fins al 371 aC quan d'acord amb la política de què Tebes fos exclosa de la pau entre Atenes i Esparta, se li va ordenar atacar Beòcia. Va evitar a Epaminondes que vigilava el pas de Coronea i va marxar cap a Creusis, el port de Tèspies, que va ocupar i es va apoderar de 12 trirrems tebanes que eren al port. Llavors va avançar cap a les planes de Leuctres on es va trobar amb l'exèrcit tebà. Va intentar evitar la batalla tot i que era superior a l'enemic, però degut a les sospites que havien caigut sobre ell per les dues campanyes anteriors, va haver de lluitar i va morir en la batalla combatent com un brau; el seu cos va ser retirat del camp encara viu però la seva caiguda va determinar la pèrdua de la batalla, segons Diodor de Sicília, i va morir molt poc després. Ciceró diu que es va precipitar en l'atac.
El va succeir el seu fill Agesípolis II. La seva història la refereixen Xenofont, Plutarc, Diodor i Pausànias.